# 乙女心何色?
「乙女心何色?」（おとめごころなにいろ）は、1981年2月25日に発売された柏原よしえの4枚目のシングル。発売元はフィリップス・レコード。

## 概要
作詞・作曲は当時ジューシィ・フルーツ（「ジェニーはご機嫌ななめ」などを作曲）のプロデューサーであり、また同1981年にザ・ぼんちの「恋のぼんちシート」などのヒット曲を生み出した近田春夫が担当した。
オリコンチャートの最高位は55位、シングル売上は4万枚の記録に留まった。公称シングル売上は30万枚を記録。

## 収録曲
- 全曲作詞・作曲：近田春夫／編曲：後藤次利

1. 乙女心何色? (3分11秒)
2. チャンスは急に (4分4秒)